# Llista d'espècies d'atípids
Llista d'espècies de atípids, una família d'aranyes migalomorfs descrita per Tamerlan Thorell el 1870. Té només tres gèneres descrits i un dels quals, Atypus, té algunes espècies a Europa. Aquest llistat conté la informació recollida fins al 28 d'octubre de 2006.

## Gèneres i espècies

### Atypus
Atypus Latreille, 1804
- Atypus affinis Eichwald, 1830 (Bretanya fins a Ucraïna, Nord d'Àfrica)
- Atypus baotianmanensis Hu, 1994 (Xina)
- Atypus coreanus Kim, 1985 (Corea)
- Atypus dorsualis Thorell, 1897 (Myanmar, Tailàndia)
- Atypus flexus Zhu i cols., 2006 (Xina)
- Atypus formosensis Kayashima, 1943 (Taiwan)
- Atypus heterothecus Zhang, 1985 (Xina)
- Atypus javanus Thorell, 1890 (Java)
- Atypus karschi Dönitz, 1887 (Xina, Taiwan, Japó)
- Atypus lannaianus Schwendinger, 1989 (Tailàndia)
- Atypus largosaccatus Zhu i cols., 2006 (Xina)
- Atypus ledongensis Zhu i cols., 2006 (Xina)
- Atypus magnus Namkung, 1986 (Rússia, Corea)
- Atypus medius Oliger, 1999 (Rússia)
- Atypus muralis Bertkau, 1890 (Central Europa fins a Turkmenistan)
- Atypus pedicellatus Zhu i cols., 2006 (Xina)
- Atypus piceus (Sulzer, 1776) (Europa fins a Moldàvia, Iran)
- Atypus quelpartensis Namkung, 2002 (Corea)
- Atypus sacculatus Zhu i cols., 2006 (Xina)
- Atypus sinensis Schenkel, 1953 (Xina)
- Atypus snetsingeri Sarno, 1973 (EUA)
- Atypus sternosulcus Kim i cols., 2006 (Corea)
- Atypus suiningensis Zhang, 1985 (Xina)
- Atypus suthepicus Schwendinger, 1989 (Tailàndia)
- Atypus sutherlandi Chennappaiya, 1935 (Índia)
- Atypus suwonensis Kim i cols., 2006 (Corea)
- Atypus tibetensis Zhu i cols., 2006 (Xina)
- Atypus yajuni Zhu i cols., 2006 (Xina)

### Calommata
Calommata Lucas, 1837
- Calommata fulvipes (Lucas, 1835) (Java, Sumatra)
- Calommata obesa Simon, 1886 (Tailàndia)
- Calommata pichoni Schenkel, 1963 (Xina)
- Calommata signata Karsch, 1879 (Xina, Corea, Japó)
- Calommata simoni Pocock, 1903 (Àfrica)
- Calommata sundaica (Doleschall, 1859) (Java, Sumatra)
- Calommata truculenta (Thorell, 1887) (Myanmar)

### Sphodros
Sphodros Walckenaer, 1835
- Sphodros abboti Walckenaer, 1835 (EUA)
- Sphodros atlanticus Gertsch & Platnick, 1980 (EUA)
- Sphodros coylei Gertsch & Platnick, 1980 (EUA)
- Sphodros fitchi Gertsch & Platnick, 1980 (EUA)
- Sphodros niger (Hentz, 1842) (EUA, Canadà)
- Sphodros paisano Gertsch & Platnick, 1980 (EUA, Mèxic)
- Sphodros rufipes (Latreille, 1829) (EUA)